# Сидоров, Виктор Павлович
Ви́ктор Па́влович Си́доров (24 октября 1937, Муром, Владимирская область — 15 сентября 2015, Киев) — советский и украинский военный деятель, генерал-майор (1979), последний начальник Киевского суворовского военного училища (1983—1992), военный педагог.

## Биография
Родился в семье рабочего. В 1955 году, после окончания Муромской средней школы № 17 поступил в Алма-Атинское воздушно-десантное училище. Окончив училище, начал службу командиром стрелкового взвода в 108-м гвардейском парашютно-десантном полку 7-й воздушно-десантной дивизии (27 ноября 1958 — 26 ноября 1962), затем занял должность инструктора парашютной подготовки — заместителя командира стрелковой роты (26 ноября 1962 — 3 июля 1963).
С 3 июля 1963 по 29 января 1966 года — начальник физической подготовки и спорта 300-го учебного батальона связи в 44-й учебной воздушно-десантной дивизии.
В 1965 году окончил Литовский государственный институт физической культуры и спорта, в котором обучался заочно с 1960 года.
С января 1966 года до 31 августа 1967 года служил командиром стрелковой роты 285-го парашютно-десантного полка.
С должности командира роты зачислен слушателем основного курса Военной академии им. М. В. Фрунзе. После окончания академии в 1970 году назначен на должность командира батальона в 357-м гвардейском парашютно-десантном полку 103-й гвардейской воздушно-десантной дивизии, где служил до 18 августа 1972 года, затем был назначен старшим преподавателем кафедры тактики и общевоенных дисциплин Новосибирского высшего военно-политического общевойскового училища (преподавал тактику и парашютно-десантную подготовку).
В декабре 1972 года майор Сидоров назначен начальником штаба — заместителем командира 613-го мотострелкового полка 13-й мотострелковой дивизии Сибирского военного округа, получил звание подполковника и 19 ноября 1973 года назначен командиром 620-го мотострелкового полка той же дивизии. С октября 1975 года проходил службу на должности начальника штаба — заместителя командира 56-й учебной мотострелковой дивизии, дислоцированной в Омске. Досрочно получил звание полковника (4 ноября 1976 года).
18 сентября 1977 года назначен командиром 34-й мотострелковой дивизии (Уральский военный округ), дислоцированной в Свердловске. 25 октября 1979 года В. П. Сидорову присвоено звание генерал-майора.
С 27 марта 1981 года проходил службу на должности начальника Киевского высшего общевойскового командного дважды Краснознаменного училища имени М. В. Фрунзе, а с 3 сентября 1982 г. по 3 июня 1983 года служил начальником Ленинградского военного института физической культуры, после чего был назначен председателем спортивного комитета Министерства обороны СССР.
26 сентября 1985 года назначен начальником Киевского суворовского военного училища, которое возглавлял до своего увольнения в запас в 1992 году (в это же время училище было расформировано и преобразовано в Киевский военный лицей). 14 июня 1993 года уволен в отставку по болезни.
Участник ликвидации последствий аварии на Чернобыльской АЭС (с 13.09.1986 по 14.10.1986) и эпидемии сибирской язвы в Свердловске в 1979 году.
Скончался 15 сентября 2015 года на 78-м году жизни. Похоронен на Лукьяновском кладбище Киева.

## Публикации
- Виктор Сидоров. «Сибирская язва»: забытая трагедия. - «Зеркало недели. Украина» №39 (02.11.2012).